# 卫理公会锡安堂
卫理公会锡安堂（法语：Église évangélique méthodiste de Sion à Strasbourg）是一座卫理公会教堂，位于法国下莱茵省斯特拉斯堡小法兰西区（Petite France）的本杰明·齐克斯广场（place Benjamin-Zix），建于1882年，罗曼复兴式建筑风格。教堂的独特性在于，礼拜堂位于底楼，楼上为牧师的住所。
这座教堂原有一座钟楼，已于1961年拆除。教堂在2014年翻新。

## 历史
1868年6月，传教士约翰·P·施纳茨牧师被派往斯特拉斯堡的德语移民社区。几个月后，他通过勒扎伊·马内西亚省长获得拿破仑三世政府的授权，在斯特拉斯堡成立堂会。他们最初在一个餐厅里举行，很快就被证明过于拥挤，于是开始为修建教堂筹集资金，但这些项目因1870年的普法战争而中断。.美国的卫理公会教堂提供了支持，使工程从1882年1月17日开始。这座建筑于1882年12月10日落成，并被命名为“锡安堂”（Zionskirche）。

历史
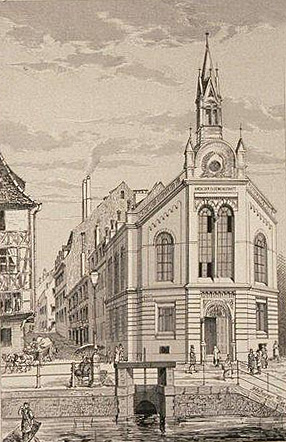
1883
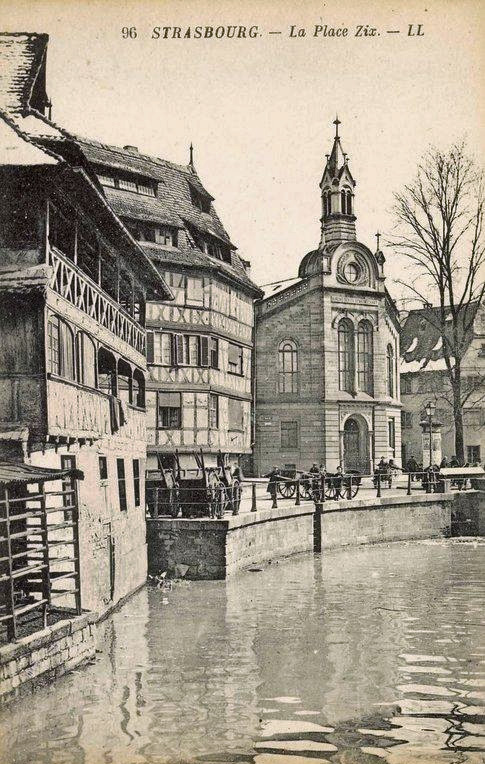
1918

内部
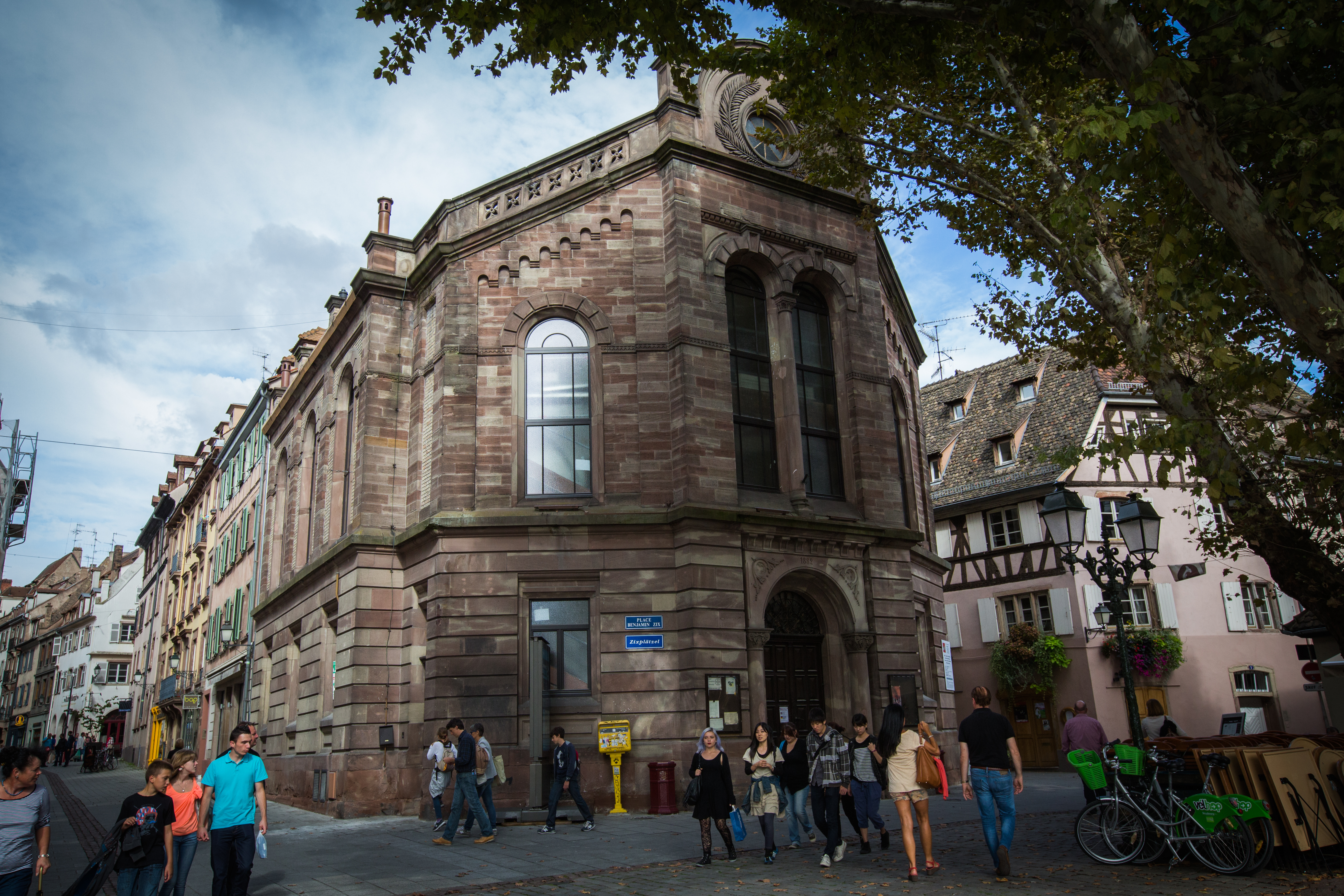
Façade à trois pans
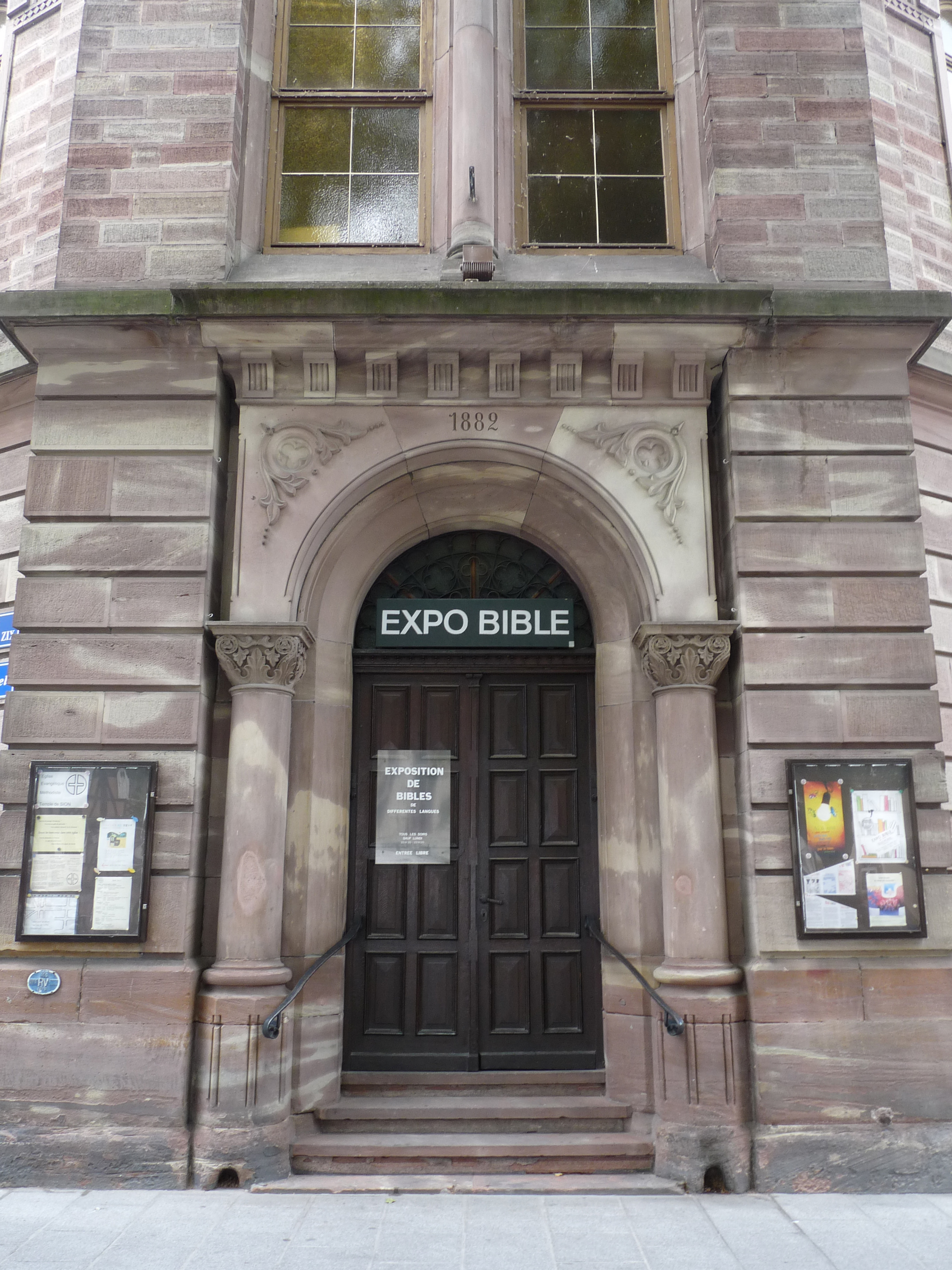
Millésime gravé au-dessus de l'entrée
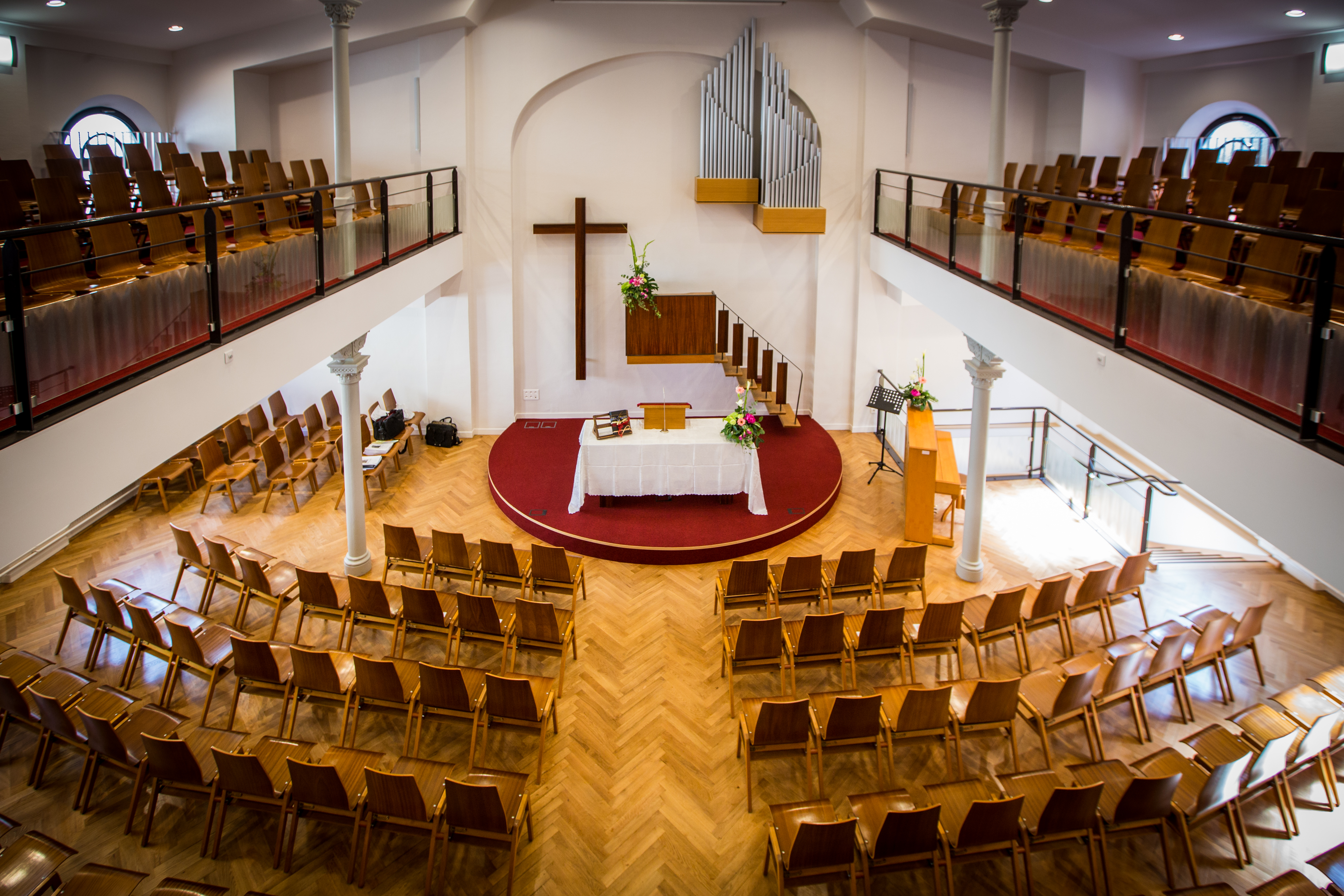
Vue sur la grande salle et les tribunes